# Buono!ライブ2009 〜ハイブリッド☆パンチ〜
『Buono!ライブ2009 〜ハイブリッド☆パンチ〜』は嗣永桃子（Berryz工房）・夏焼雅（Berryz工房）・鈴木愛理（℃-ute）の3人によるユニットBuono!のライブビデオ。2009年5月27日発売。発売元はポニーキャニオン。

## 概要
2009年2月15日に日本青年館にて行われた「Buono!ライブ2009 〜ハイブリッド☆パンチ〜」を収録した。

## 収録内容
Disc 1
1. co・no・mi・chi
2. Internet Cupid
3. みんなだいすき
4. ホントのじぶん
5. 消失点-Vanishing Point-
6. I NEED YOU
7. OVER THE RAINBOW
8. こころのたまご
9. 星の羊たち
10. VTR
11. ロックの神様
12. 泣き虫少年
13. ロッタラ ロッタラ
14. Early Bird〜Café Buono!（メドレー）
15. マイラブ
16. ゴール
17. 恋愛♥ライダー
18. れでぃぱんさぁ
19. Kiss!Kiss!Kiss!
20. 君がいれば
21. Last Forever
22. じゃなきゃもったいないっ!
23. 特典映像

- - Document from Back Stage （on 15th Feb.09）

Disc 2
- ソロ・ヴァージョン

全曲をソロカメラで撮った映像